# 密花香薷
密花香薷（学名：Elsholtzia densa）为唇形科香薷属下的一个种。

## 扩展阅读
- 維基物種上的相關：密花香薷